# Parafia św. Wawrzyńca w Dynowie

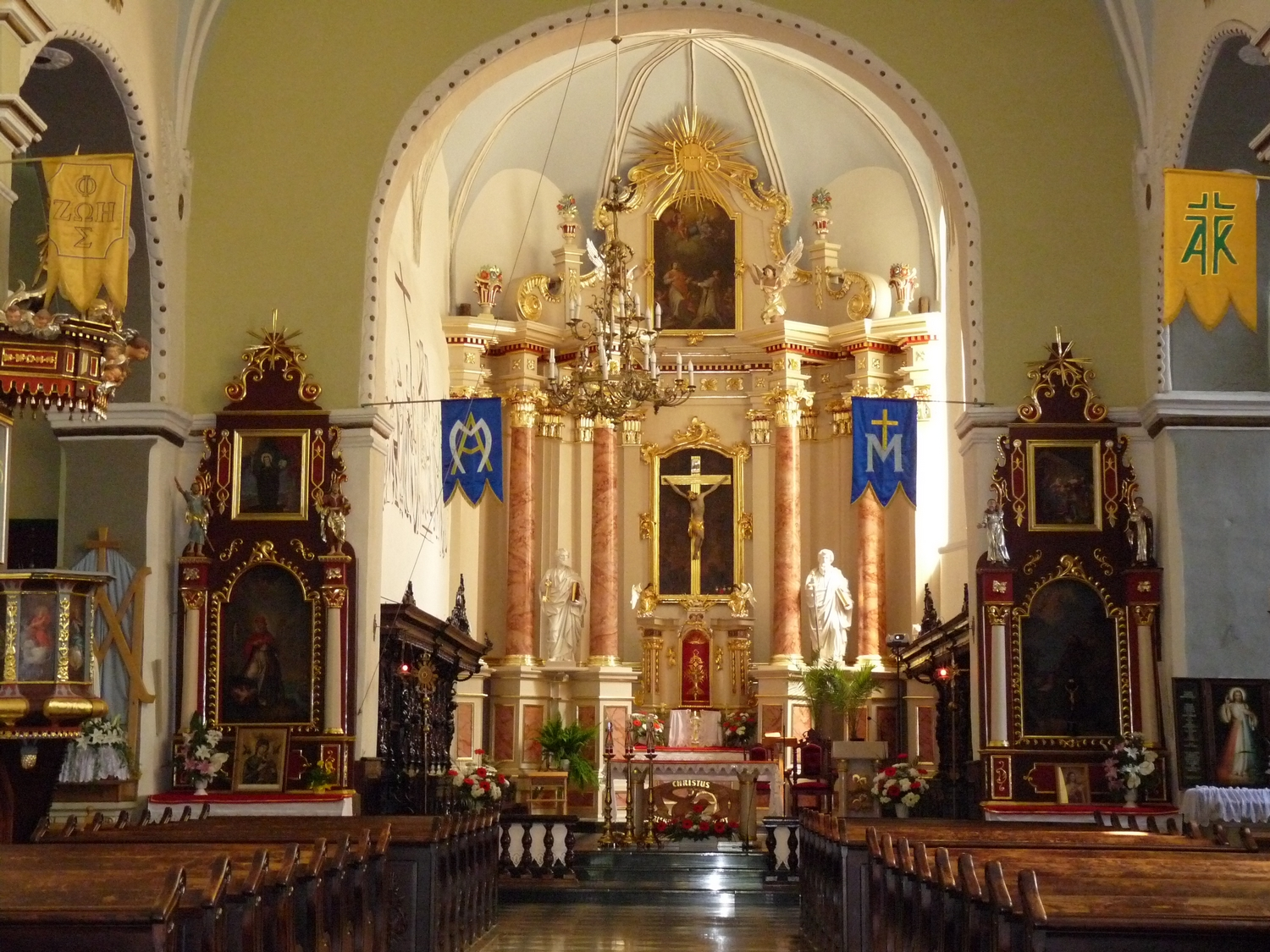
Wnętrze kościoła

Parafia św. Wawrzyńca w Dynowie – parafia rzymskokatolicka, należąca do dekanatu Dynów w archidiecezji przemyskiej.

## Historia
Parafia w Dynowie została ufundowana na przełomie XIV i XV wieku przez Piotra Kmitę z Wiśnicza. W 1448 roku wzmiankowany był ks. Strzesko, pleban w Dynowie. W 1462 roku Małgorzata z Dynowa ufundowała prepozyturę wraz z kolegium wikariuszów wieczystych. 
W 1462 roku został zbudowany i poświęcony murowano-drewniany kościół, z fundacji Małgorzaty z Dynowa. Prezbiterium kościoła było murowane, a nawa drewniana. Około 1604 roku Katarzyna z Maciejewskich Wapowska dobudowała murowaną nawę, a w 1617 roku abp Jan Andrzej Próchnicki konsekrował kościół pw. św. Wawrzyńca. W 1657 roku podczas najazdu wojsk Jerzego Rakoczego wnętrze kościoła zostało poważnie uszkodzone przez pożar. Po odbudowie, w 1663 roku bp Stanisław Sarnowski konsekrował kościół. W latach 1891–1894 dokonano restauracji kościoła. W 1969 roku artysta Stanisław Szmuc wykonał polichromię.
Na terenie parafii jest 4994 wiernych
Proboszczowie parafii:
1805–1811. ks. Jakub Iwanicki.
1811–1831. ks. Jan Troynarski.
1831–1832. ks. Jan Lipczyński (administrator).
1832–1847. ks. Mateusz Łyczkowski.
1847–1876. ks. Teofil Witoszyński.
1876–1890. ks. Edward Palch.
1890–1920. ks. Gabriel Sałustowicz.
1919–1920. ks. Jan Śmietana (administrator).
1920–1958. ks. Michał Bar.
1958–1968. ks. Adam Wójcik (administrator)
1969–1995. ks. kan. Józef Ożóg.
1995–2021. ks. prał. dr Stanisław Janusz
2021– nadal ks. prał. Norbert Podhorecki.